# Taghzout (El Oued)
Taghzout (în arabă تاغزوت) este o comună din provincia El Oued, Algeria.
Populația comunei este de 13.934 de locuitori (2008).